# Lethrus cicatricosus
Lethrus cicatricosus es una especie de coleóptero de la familia Geotrupidae.

## Distribución geográfica
Habita en Afganistán y Turkmenistán.